# Садбери (округ)
Са́дбери (англ. Sudbury) — административный округ в провинции Онтарио, Канада. Крупнейшим городом и административным центром округа является город Эспаньола. Население — 33 283 чел. (по переписи 2006 года).

## География

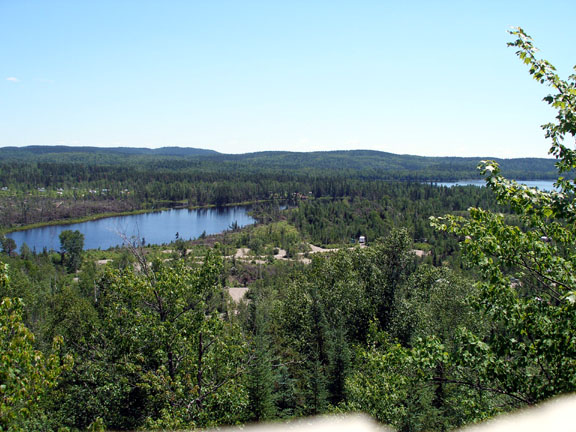
Слева — озеро Рэйвен-Лейк, справа — озеро Халфвэй-Лейк

Округ расположен в центральной части провинции Онтарио, в регионе Северное Онтарио. На западе и северо-западе он граничит с округом Алгома, на северо-востоке — с округом Кокран, на востоке — с округами Тимискаминг и Ниписсинг, юго-востоке — с округом Парри-Саунд. На юге берега округа омываются водами залива Джорджиан-Бей (озеро Гурон), а по воде Садбери граничит с округом Манитулин, расположенным на одноимённом острове.
Крупные озёра: Агнью, Фэрбанк и др.

### Большой Садбери
Особое положение занимает город Садбери. Город вместе с присоединёнными окраинными муниципалитетами представляет собой отдельный округ Большой Садбери, созданный в 2001 году и находящийся территориально внутри округа Садбери. До 2001 года город входил в состав округа Садбери на правах муниципалитета.

## Административное деление
В состав округа входят:

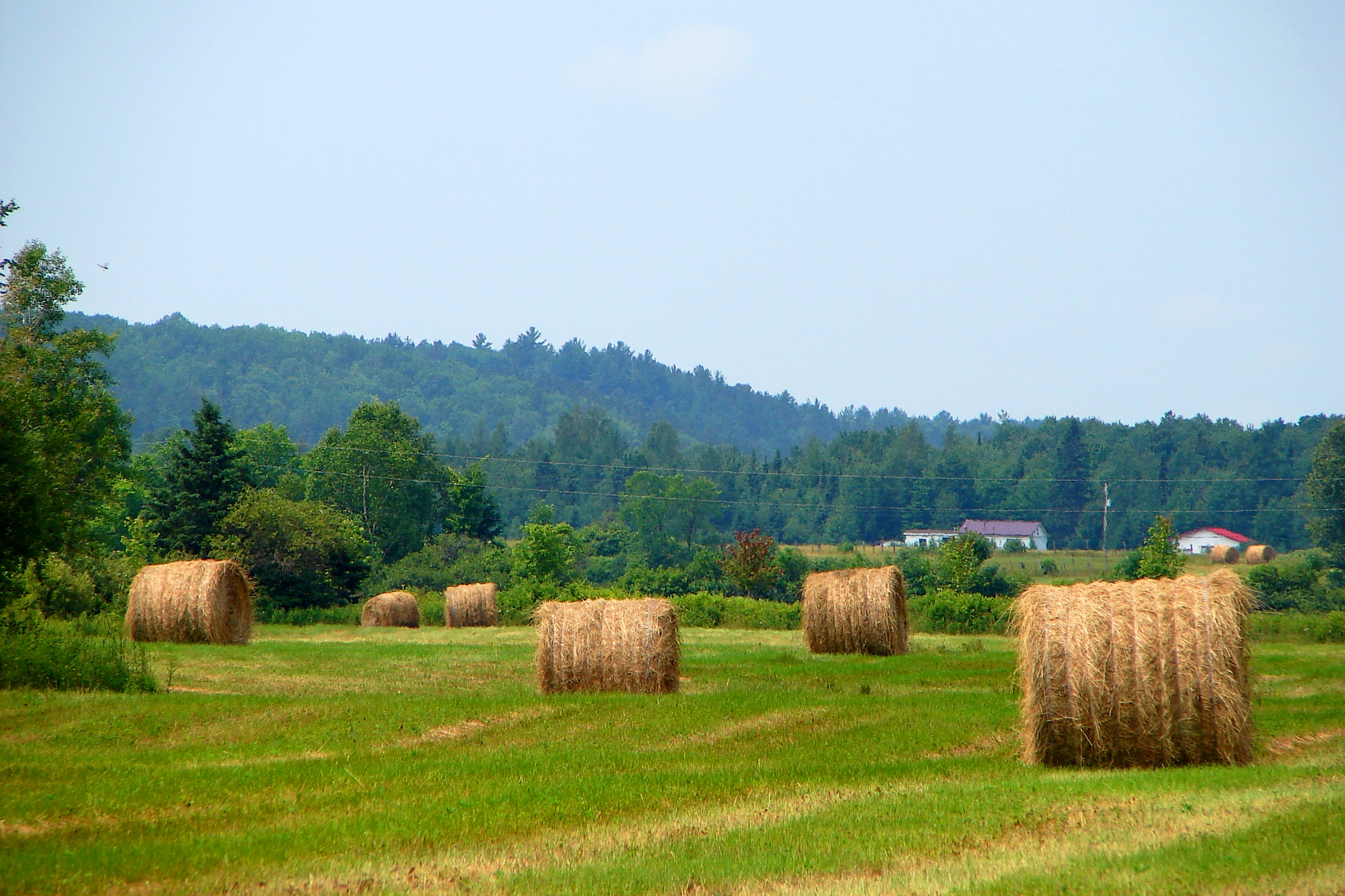
Подветренная долина (Ли-Вэлли)

- 5 городов («таунов»): Эспаньола, Френч-Ривер[англ.], Килларни, Маркстей-Уоррен[англ.] и Сент-Чарлз[англ.];
- 4 тауншипа: Болдуин[англ.], Шапло, Нэйрн-и-Хаймэн[англ.] и Сэйблс-Спэниш-Риверс[англ.];
- 1 межселенная территория — Северный Садбери[англ.] (включает в себя 92 % территории округа);
- 7 индейских территорий: Шапло 74А[англ.], Шапло 75, Дак-Лейк 76Б[англ.], Маттагами 71[англ.], Маунтбаттен 76А[англ.], Уайтфиш-Лейк 6[англ.] и Уайтфиш-Ривер.

## Население
Из примерно 21,4 тысяч жителей, населяющих округ, 10 760 составляют мужчины и 10 630 — женщины. Средний возраст населения — 45,0 лет (против 39,0 лет в среднем по провинции). При этом, средний возраст мужчин составляет 45,0 лет, а женщин — 44,9 (аналогичные показатели по Онтарио — 38,1 и 39,9 соответственно).
На территории округа зарегистрировано 8855 частных жилых помещений, принадлежащих 6640 семьям.
Две трети населения говорит английском языке, ещё около 30 % — на французском. И французский, и английский языки (оба вместе) понимают чуть более трети жителей округа.
Крупнейший город — Эспаньола (он же — административный центр округа) — 5314 чел. (около четверти населения округа, по переписи 2006 года).